# Goldenstädt
Goldenstädt est un village du Mecklembourg, dans le Nord de l'Allemagne, appartenant depuis 2009 à la commune de Banzkow dans l'arrondissement de Ludwigslust-Parchim (État du Mecklembourg-Poméranie-Occidentale). Sa population comptait 640 habitants au 31 décembre 2007.

## Géographie
Le village se trouve à 17 kilomètres au nord de Ludwigslust et à 21 kilomètres au sud de Schwerin. Le hameau de Jamel appartenait à l'ancienne commune.
Le village élève des vaches de race Angus.

## Histoire
Le village, qui remonte au XIIe siècle est mentionné au XIIIe siècle sous le nom de Goldenstede. Il est saccagé pendant la guerre de Trente Ans et presque déserté.